# Benno Fürmann
Benno Fürmann est un acteur allemand, né le 17 janvier 1972 à Berlin.

## Biographie
Un de ses premiers rôles fut dans Belle Époque (1995) d'après le dernier scénario de François Truffaut. Devenu une star en Allemagne (entre autres La Princesse et le Guerrier), il retourne au cinéma français en 2005 pour un des rôles principaux du film français Joyeux Noël, réalisé par Christian Carion.

## Filmographie

### Cinéma
- 1992 : Die Ungewisse Lage des Paradieses
- 1993 : Durst : Schueler
- 1994 : Einfach nur Liebe : Mamba
- 1995 : Grenzgänger
- 1997 : Scarmour : Carl
- 1998 : Kiss My Blood : John
- 1998 : Candy : Robert
- 1998 : Der Eisbär : Fabian
- 1999 : Annaluise et Anton (Pünktchen und Anton) : Carlos
- 1999 : St. Pauli Nacht : Johnny
- 1999 : 'Ne günstige Gelegenheit : Gosbert Klee
- 2000 : Anatomie : Hein
- 2000 : Freunde : Nils
- 2000 : Arnaques à la turque (Kanak Attack) : Der Neue
- 2000 : La Princesse et le Guerrier (Der Krieger und die Kaiserin) : Bodo Riemer
- 2002 : Le Défi (Nackt) : Felix
- 2003 : Le Purificateur (The Order) de Brian Helgeland : William Eden
- 2005 : Fantômes (Gespenster) : Oliver
- 2005 : Joyeux Noël : Nikolaus Sprink
- 2006 : Charlotte et sa bande : Lehrer Grünbaum
- 2006 : Kruistocht in spijkerbroek : Thaddeus
- 2007 : Die Wilden Hühner und die Liebe : Lehrer Grünbaum
- 2007 : Pornorama : Freddie Köpke
- 2007 : Survivre avec les loups : Reuven
- 2007 : Pourquoi les hommes n'écoutent jamais rien et pourquoi les femmes ne savent pas lire les cartes routières (Warum Männer nicht zuhören und Frauen schlecht einparken) : Jan
- 2008 : Duel au sommet (Nordwand) : Toni Kurz
- 2008 : Speed Racer : Inspector Detector
- 2010 : Teufelsckicker :
- 2011 : Sous la ville (W ciemności) de Agnieszka Holland : Mundek Margulies
- 2011 : Tom Sawyer : Indianer Joe
- 2015 : Survivor : Fred
- 2016 : Volt de Tarek Ehlail : Volt
- 2017 : Fühlen Sie sich manchmal ausgebrannt und leer ? de Lola Randl : Leopold
- 2018 : Intrigo : Mort d'un auteur (Intrigo: Death of an Author) de Daniel Alfredson : David Schwarz / Henry Maertens
- 2019 : Get Lucky de Ziska Riemann : Martin

### Télévision
- 1992 : Schuld war nur der Bossa Nova (TV) : Little Joe
- 1993 : Schicksalsspiel (TV) : Knacki
- 1994 : Lemgo (TV) : Junkie
- 1994 : Tödliches Netz (TV) : Chet
- 1995 : Tot auf Halde (TV) : Bruno
- 1995 : Belle Époque (feuilleton TV) : Alphonse
- 1996 : Und tschüss! Auf Mallorca (TV) : Guenni Dobrinski
- 1996 : Landgang für Ringo (TV) : Ringo
- 1996 : Das Erste Mal (TV) : Ike
- 1996 : Und tschüss! In Amerika (TV) : Günni Dobrinski
- 1998 : Die Bubi Scholz Story (TV) : Gustav 'Bubi' Scholz - jung
- 1998 : Mein Freund, der Bulle (TV) : Christian
- 2001 : Secrets d'état (Das Staatsgeheimnis) (TV) : Lars
- 2002 : L'Ombre de l'enfant : Philipp Gerber
- 2003 : Ma maison en Ombrie (My House in Umbria) (TV) : Werner
- 2004 : Kleine Schwester (TV) : Ulf Weinhold
- 2004 : L'Anneau sacré (Ring of the Nibelungs) (TV) : Eric / Siegfried
- 2005 : Jack und Bob (TV) : Gigi Parma
- 2006 : Au cœur de la tempête (Die Sturmflut) (TV) : Jürgen Urban
- 2011 : Le Gardien du rideau de fer (Der Mauerschütze) (TV) : Stefan Kortmann
- 2013 : Attentat à la fête de la bière (de) (Der blinde Fleck) (TV) : Ulrich Chaussy
- 2017-2019 : Babylon Berlin (série télévisée) : Oberst Wendt
- 2019 : Hanna (TV) : Dieter
- 2020 : Biohackers (TV) : Andreas Winter
- 2025 : Génération Alpha de Franck Brett : Hans Frankenheimer